# Батайский проезд
Бата́йский прое́зд — проезд в Юго-Восточном административном округе города Москвы на территории района Марьино. Расположен между Донецкой и Люблинской улицами. Нумерация домов начинается от Донецкой улицы.

## Происхождение названия
Название перенесено в 1980 году на новый проезд с бывшего Железнодорожного проезда в Люблино, названного Батайским по городу Батайск Ростовской области в 1967 году, но затем упразднённого.

## Расположение
Батайский проезд располагается между Донецкой и Люблинской улицами и проходит вдоль русла Москвы-реки, представляя собой, фактически, набережную — но несколько в отдалении от реки. Посередине к проезду слева примыкает улица Маршала Голованова. До улицы Маршала Голованова вдоль Батайского проезда тянется 4-й микрорайон Марьино; после — 5-й микрорайон Марьино.
Вдоль реки (и, соответственно, Батайского проезда) расположен Парк 850-летия Москвы.

## Водоёмы
- Москва-река
- Пруд (в системе гидротехнических сооружений Западных Марьинских прудов)

## Здания и сооружения
Всего: 40 домов; максимальный номер дома: 69.
| - 1 - 3 - 5 - 7 Д/с 1364 - 9 - 11 - 11с2 | - 13 - 15 Д/с 1317 - 17 - 17а - 19 - 21 Шк. № 1141 - 23 Шк. № 499 | - 25 - 27 - 27с2 - 29 - 31 - 31с2 - 33 | - 35 - 37 - 37с2 - 39 Д/с № 1799 - 41 - 43 - 43с2 | - 45 Шк. № 1147 - 47 Шк. № 1040 - 49 - 51 - 53 - 55 - 57 Д/с № 2101 | - 59 - 63 - 65 - 65с2 - 69 |

По нечётной стороне:
- Дом 7 — детский сад № 1364;
- Дом 15 — детский сад № 1317;
- Дом 21 — школа № 1141;
- Дом 23 — школа № 499;
- Дом 39 — детский сад № 1799;
- Дом 45 — школа № 1147;
- Дом 47 — школа № 1040;
- Дом 57 — детский сад № 2101;

Чётная сторона
- ГСК «Берег»
- Парк 850-летия Москвы:
  - Картодром
  - Платная автостоянка (на месте бывш. конечной автобусов)
  - Волейбольная площадка
  - Детская игровая площадка
  - Эстрадная площадка
  - Причал Марьино

## Транспорт

### Метро
- Станция метро «Марьино» Люблинско-Дмитровской линии — в 600—700 м на север от конца улицы.

### Железнодорожный транспорт
- Платформа «Курьяново» Курского направления МЖД — в 940 м от западного конца улицы.

### Автобус
- 646 — Марьино — метро «Печатники» (проходит по всей улице).
- 650 — Марьино — метро «Текстильщики» (проходит по всей улице).
- 762 — Марьино — 8-й микрорайон Марьинского парка (проходит по всей улице).

Все 3 автобусных маршрута идут к станции метро «Марьино».

### Карты
- Карты Яндекс — Батайский проезд
- Google Maps — Батайский проезд
- WikiMapia — Батайский проезд
- Карты openstreetmap — Батайский проезд